# Agnello Ravennate
Andrea Agnello, o Agnello ravennate, o ancora Agnello istorico (Ravenna, 800 circa – 850 circa), è stato un presbitero e storico italiano di famiglia nobile. Scrisse un Liber pontificalis ecclesiae ravennatis, detto «Cronaca episcopale ravennate» modellato sul Liber pontificalis romano.

## Opere
Intorno all'anno 840 Andrea Agnello tenne una serie di sermones (omelie) o lectiones al clero e ai cittadini ravennati: una serie di relazioni storiche sui vescovi di Ravenna, da Sant'Apollinare a Giorgio (835 - 846), contemporaneo dello scrittore. Successivamente ne pubblicò le vitae(biografie).. 
Il Liber pontificalis di Agnello è di notevole interesse storico soprattutto per i documenti che fanno luce sui rapporti tra la Chiesa ravennate e quella romana, malgrado l'Autore non nasconda di parteggiare per la propria città.

È anche fonte preziosa di notizie riguardanti la topografia antica e i monumenti di Ravenna. Per un lavoro così complesso, Andrea Agnello si servì di svariate fonti e tradizioni (anche orali), riuscendo a mettere insieme otto secoli di storia della Chiesa ravennate.

## Edizioni
- Benedetto Bacchini, Agnelli qui et Andreas... Liber Pontificalis, seu Vitae Pontificum Ravennatum, Modena 1708 (vol.I - vol. II).
- Oswald Holder-Egger, Agnelli qui et Andreas liber pontificalis ecclesiae Ravennatis, Monumenta Germaniae Historica, «Scriptores rerum Langobardicarum et Italicarum saec. VI-IX», Hannover 1878, pp. 265–391.
- Alessandro Testi Rasponi, Codex pontificalis ecclesiae Ravennatis, vol. I, Bologna 1924.